# Ostoja
Ostoja (serbisch-kyrillisch Остоја) ist ein männlicher Vorname, der heute überwiegend bei den Serben verbreitet ist. Er kommt auch als Familienname vor.

## Herkunft
Der Name Ostoja kommt von dem serbokroatischen Wort ostajati/остајати und bedeutet ‚bleiben‘ bzw. ‚sesshaft, treu.‘

## Polnisches Adelswappen
Das Wappen wird wie folgt beschrieben:
|                        | Ostoja Wappen mit Helmschmuck |
| Adelswappen der Ostoja | Blasonierung: „Roth zwischen einem nach rechts und einem nach links nach außen geöffneten goldnen Halbmonde ein silbernes, mit der halb abgebrochenen Klinge nach unten gekehrtes, senkrechtes Schwert“ |
| Adelswappen der Ostoja | Helmfchmuck: 5 Straußenfedern |

Abweichungen der Darstellung: „entweder ist das Schwert fortgelassen, – oder statt des Schwertes wird über die mehr zusammengerückten Halbmonde ein Stern gestellt, oder über und unter diesen je ein Stern, – oder das Schwert mit 2 gestürzten Halbmonden belegt, oder der linke Halbmond durch 2 Sterne ersetzt. Es wird von etwa 220 Familien geführt.“
Über den Ursprung des Wappens schrieb von Żernicki-Szeliga folgendes:
König Bolesław der Kühne (1059–1082) lag seit langem im Zwist mit dem Herzog von Böhmen. Sie führten gegenseitige Raubzüge durch. Bei einem der Einfälle aus Böhmen entsandte Bolesław seinen Oberst Ostoja mit Truppen aus. Diese näherten sich unbemerkt dem feindlichen Lager, überfielen es und nahmen alle überlebenden gefangen. Mit der Unterstützung eines dieser Gefangenen, dessen Vorfahren einst von den Böhmen gefangen genommen wurden, gelang es Ostoja die feindliche Stellung zu umzingeln und die Feinde in der Nacht anzugreifen und in die Flucht zu schlagen. Für diese Erfolge erhielt Ostoja das nach ihm benannte Wappen, das durch das gebrochene Schwert die Niederlage des Feindes und durch die Halbmonde die nächtlichen Siege symbolisiert. Er wurde mit Gütern beschenkt und auch der Freigelassene, der zu diesem Siege verholfen hatte, durfte dieses Wappen führen. Von diesem Wappen wurde das Wappen der Przegonia abgeleitet (Bildlink). Eine Liste der Familien, die dieses Wappen führten findet sich in seinem Werk Die polnischen Stammwappen, ihre Geschichte und ihre Sagen.

## Bekannte Namensträger

### Vorname
- Ostoja Stjepanović (* 1985), mazedonischer Fußballspieler

### Familienname
- Marko Ostoja (* 1960), kroatischer Tennisspieler
- Stanisław Ostoja-Chrostowski (1900–1947), polnischer Künstler
- Tomislav Ostoja (* 1931), kroatischer Bildhauer